# البنغال الشرقية
البنغال الشرقية (بالبنغالية: পূর্ববঙ্গ)‏ هي مقاطعة غير متاخمة جغرافيًا لدومينيون باكستان وشملت بنغلاديش. تحدها الهند وبورما على ساحلها على خليج البنغال. وقعت بالقرب من الحدود مع نيبال، والصين، ومملكة سيكيم، ومملكة بوتان، ولكنها لم تتشاطر الحدود معهم. عاصمتها دكا. أسس تقسيم الهند البريطانية، الذي قسم البنغال على أسس دينية، حدود الأغلبية المسلمة في البنغال الشرقية.
كانت المقاطعة موجودة في عهد ملكين، هما جورج السادس وإليزابيث الثانية، وثلاثة حكام عامين منهم محمد علي جناح، وخواجة ناظم الدين، وغلام محمد. كان من بين حكام مقاطعتها مسؤولًا بريطانيًا والعديد من رجال الدولة الباكستانيين. تولى كبار السياسيين البنغاليين رئاسة الوزراء.
كانت البنغال الشرقية أكثر المقاطعات اكتظاظًا بالسكان وعالميةً في السيادة. وكانت مركزًا للحركات السياسية، بما في ذلك حركة اللغة البنغالية والجماعات المؤيدة للديمقراطية. جرى حلها وحل محلها باكستان الشرقية خلال مخطط الوحدة الواحدة الذي نفذه رئيس الوزراء محمد علي من بوغرا.
كانت الهيئة التشريعية في المقاطعات هي المجلس الإقليمي للبنغال الشرقية.

## نبذة تاريخية

### تفويضات التقسيم
بين عامي 1905 و1911 كانت هناك مقاطعة تسمى البنغال الشرقية وآسام في المنطقة كجزء من الراج البريطاني. تأسست رابطة مسلمي عموم الهند في المقاطعة البريطانية عام 1906.
تبنت رابطة مسلمي عموم الهند قرار لاهور في عام 1940 الذي نص على إنشاء دول ذات سيادة في المناطق ذات الأغلبية المسلمة في شرق وشمال غرب الهند البريطانية. فازت الرابطة بالانتخابات في البنغال عام 1946، وحصلت على أكبر مقاعد في المقاطعة.
في مايو 1946 التقى قادة مسلمي الروهينغيا بمحمد علي جناح، وطلبوا ضم منطقة مايو رسميًا. بعد شهرين، طلبت الرابطة الإسلامية لشمال أراكان من جناح أيضًا ضم المنطقة. رفض جناح، قائلًا إنه لا يستطيع التدخل في الشؤون الداخلية لبورما. قُدمت مقترحات أيضًا إلى الحكومة البورمية ولكنها رُفضت.
صوت إقليم سيلهيت في مقاطعة آسام البريطانية ليكون جزءًا من شرق البنغال بسبب حملة الرابطة. أجري استفتاء أسفر عن الانضمام إلى باكستان. منحت لجنة الحدود منطقة شيتاغونغ هيل تراكتس، التي تضم 97% من السكان غير المسلمين (معظمهم من البوذيين)، إلى باكستان بسبب عدم إمكانية الوصول إليها من الهند ولتوفير منطقة عازلة ريفية أساسية لدعم شيتاغونغ، وهي مدينة وميناء رئيسي؛ جادل المدافعون عن باكستان بقوة أمام لجنة حدود البنغال لأن السبيل الوحيد كان عبر شيتاغونغ.
نتيجة لهذه التفويضات، أنشأت خطة مونتباتن وخط رادكليف البنغال الشرقية باعتبارها مقاطعة لدومينيون باكستان التي تشكلت حديثًا في أغسطس 1947.

### وزارة ناظم الدين
كان السير خواجة ناظم الدين رئيس وزراء البنغال السابق، أول رئيس وزراء لبنغال الشرقية بعد التقسيم. كان ناظم الدين من كبار قادة الرابطة الإسلامية وصديق مقرب من مؤسس باكستان محمد علي جناح. كان السير فريدريك تشالمرز بورن أول حاكم لمنطقة البنغال الشرقية. غادر العديد من الهندوس البنغال الشرقية بسبب التقسيم بينما هاجر المسلمون من أجزاء مختلفة من شبه القارة الهندية إلى البنغال الشرقية. لم تشهد حدود البنغال الشرقية والغربية قدرًا كبيرًا من العنف كما حدث في حدود البنجاب بين شمال الهند وباكستان.
زار جناح البنغال الشرقية زيارةً وحيدةً بصفته حاكمًا عامًا في عام 1948. ألقى خطابًا أمام الطلاب في جامعة دكا، قاوم خلاله المطالب بجعل البنغالية لغة فيدرالية. أثار رفضه احتجاجات عنيفة بين البنغال الشرقيين الذين يشكلون غالبية سكان باكستان. لاقى اقتراح اعتبار اللغة الأردية لغةً وطنيةً وحيدةً معارضة قوية في البنغال الشرقية، إذ تُعتبر الأردية غريبةً نوعًا ما، خاصة في ضوء التراث الأدبي البنغالي الغني.
عندما توفي جناح عام 1948، أصبح ناظم الدين الحاكم العام لباكستان.